# Nitrzanie
Nitrzanie, Nitranie – plemię słowiańskie zamieszkujące nad rzeką Nitrą, okolice miasta Nitry w dzisiejszej Słowacji. Ich tereny zostały anektowane przez Mojmira I – władcę Państwa wielkomorawskiego po 833 roku.